# Pfarrkirche Vordernberg

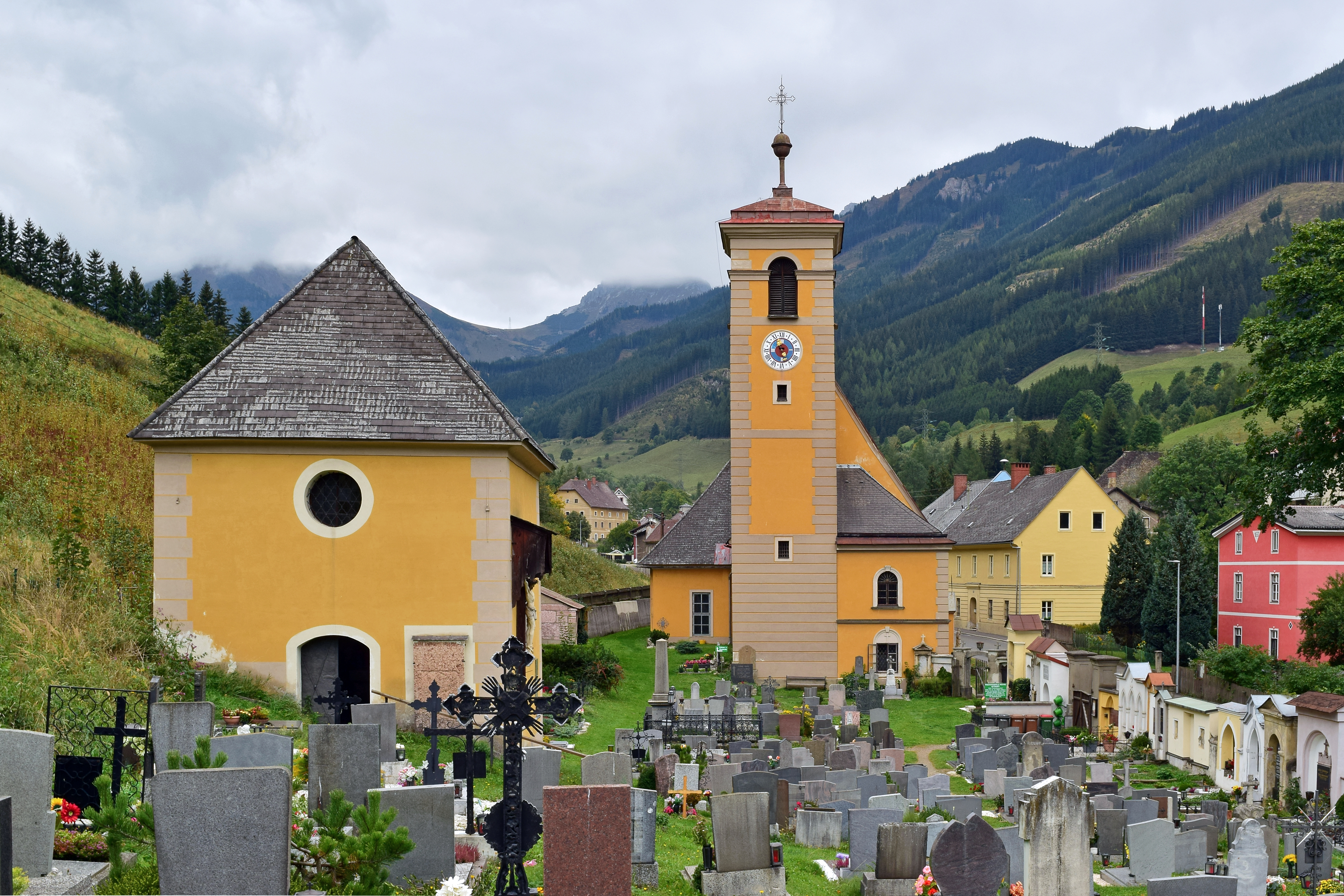
Katholische Pfarrkirche Mariä Himmelfahrt in Vordernberg

Die römisch-katholische Pfarrkirche Vordernberg steht in der Marktgemeinde Vordernberg im Bezirk Leoben in der Steiermark. Die dem Patrozinium Mariä Himmelfahrt unterstellte Pfarrkirche gehört zur Region Obersteiermark Ost (Dekanat Leoben) in der Diözese Graz-Seckau. Die Kirche und zwei Steinfiguren davor stehen unter Denkmalschutz (Listeneintrag).

## Geschichte
Ursprünglich eine durch Christoph Unvermög († 1461) erbaute Liebfrauenkirche. Bis 1830 war die Kirche eine Filiale der heutigen Filialkirche hl. Laurentius.
Der Kirchenbau wurde nach 1644 und 1661 erweitert. Im Jahr 1743 erlitt die Kirche einen Brand.

## Architektur
Der Kirchenbau hat ein Langhaus und in gleicher Breite einen Chor mit einem geraden Schluss. Am Chorschluss stehen die Sakristei und der Turm von 1698 mit einem klassizistischen Zeltdach.
Das Kircheninnere zeigt ein fünfjochiges Langhaus unter einer Stichkappentonne mit Perlstab-Stuckfeldern und Stuckleisten aus dem zweiten Drittel des 17. Jahrhunderts. Der Rechteckchor in gleicher Breite wurde nach dem Brand 1743 erbaut; er hat ein Platzlgewölbe mit Rokoko-Stuck aus dem dritten Viertel des 18. Jahrhunderts. Westlich des Langhauses befinden sich zwei kreuzgratgewölbte Kapellen mit leicht ausgerundeten Abschlüssen.

## Einrichtung
Der Hochaltar aus dem Jahr 1895 zeigt ein Altarbild des Malers Friedrich Emert. Die ehemaligen Seitenaltarbilder der Heiligen Florian und Sebastian sowie Taufe Christi entstanden um die Mitte des 18. Jahrhunderts. Der Marienaltar ist aus 1715. Die Kanzel schuf Matthäus Krenauer 1765 mit den Vier Kirchenvätern und mit Reliefs Christus und die Ehebrecherin, Gleichnis der Arbeiter im Weinberg, Heimkehr des verlorenen Sohnes und Hl. Paulus, am Schalldeckel die Darstellung der vier Erdteile.
Eine Glocke nennt Matthäus Köstenbauer 1744.

## Grabdenkmäler
- Es gibt Wappengrabsteine zu Valentin von Reichenau, gestorben 1663, zu Johann Christoph von Reichenau, gestorben 1763, und zu Johann Caspar Stranzinger, gestorben 1793.
- Im Friedhof gibt es eine Reihe von Gewerkengrabmälern aus dem Ende des 18. Jahrhunderts und aus dem 19. Jahrhundert, teils aus Mariazeller Eisenguß.